# Australopacifica marrineri
Australopacifica marrineri är en plattmaskart som först beskrevs av Arthur Dendy 1911.  Australopacifica marrineri ingår i släktet Australopacifica och familjen Geoplanidae. Inga underarter finns listade i Catalogue of Life.